# Silvia Glogner

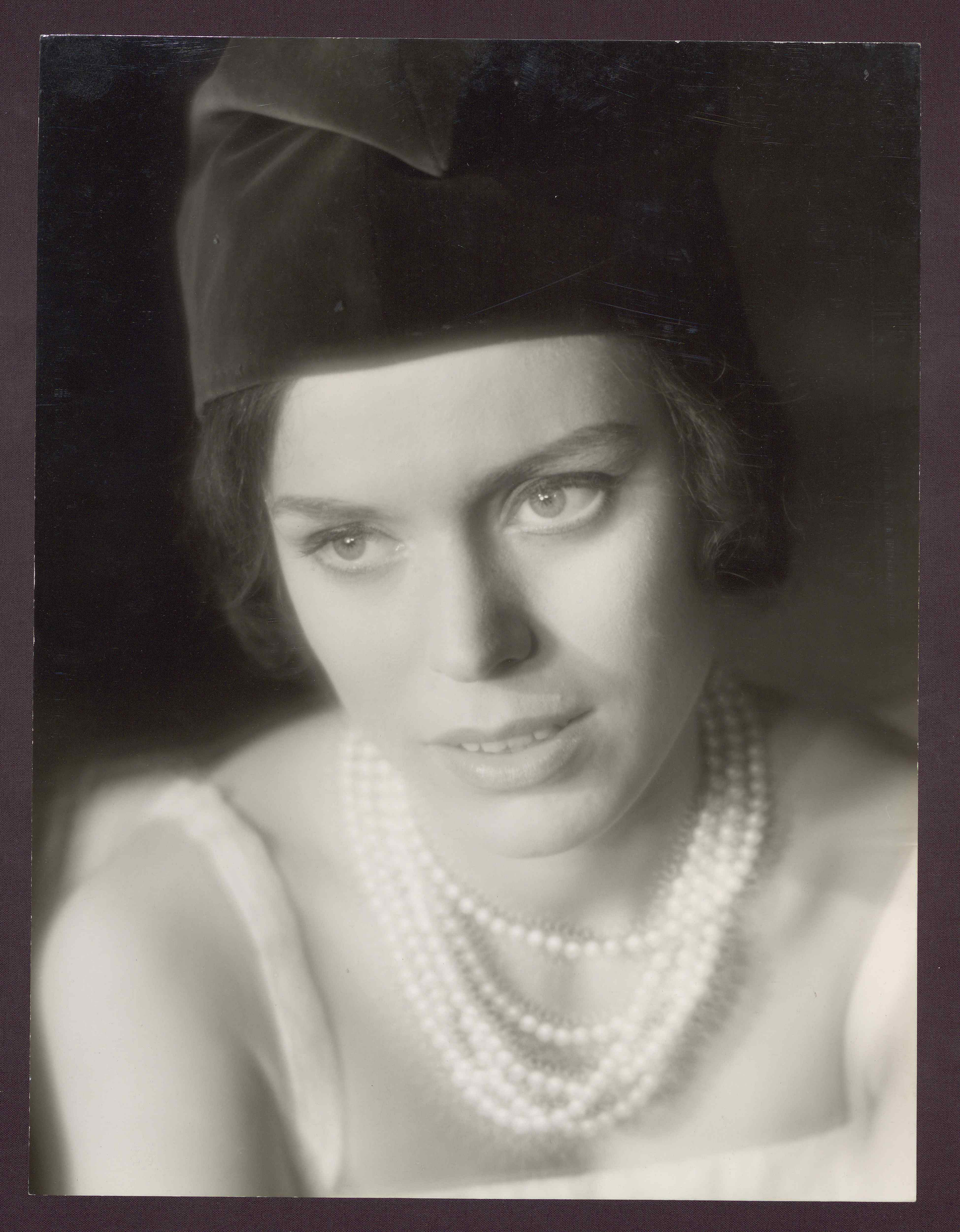
Silvia Glogner in Der Arme Bitos oder Das Diner der Köpfe von Jean Anouilh am Badischen Staatstheater Karlsruhe (1963/1964)

Silvia Glogner (* 19. November 1940 in Berlin; † 8. September 2011 in Linz, Österreich) war eine deutsche Schauspielerin.

## Leben
Mit 16 Jahren trat Silvia Glogner ihr erstes Engagement in Braunschweig an. Weitere Stationen waren Basel, Karlsruhe, Augsburg, Köln, Dortmund und Lübeck.
Silvia Glogner, die seit 1976 in Linz lebte und mit einer zweijährigen Unterbrechung am dortigen Landestheater engagiert war, trat in dieser Zeit in hunderten großen Rollen auf; unter anderem gab sie die Schwester in „Einer flog über das Kuckucksnest“, Atossa in „Die Perser“, Königin Elisabeth sowohl im Stück von Dario Fo als auch in Schillers „Maria Stuart“, die Mutter in Bernhards „Am Ziel“.
Seit Glogner 2006 die Diagnose Brustkrebs erfuhr, trat die beim Publikum beliebte Schauspielerin etwas kürzer, ohne jedoch ans Aufhören und die Pension zu denken. Nach Operation und zweimaliger Chemotherapie innerhalb eines Jahres spielte sie in kleineren Rollen bzw. wurden größere Rollen für sie  verkleinert, wie in Tschechows „Onkel Wanja“ oder Shakespeares „Maß für Maß“. Zuletzt spielte sie wieder eine etwas größere Rolle, die Madame Schleyer in Nestroys „Der Zerrissene“.
Am 4. September 2011, nur vier Tage, bevor sie an Brustkrebs starb, erhielt Silvia Glogner den Titel einer Kammerschauspielerin.

## Filmographie (Auswahl)
- 1974 Motiv Liebe – Öl ins Feuer (TV-Serie)

## Hörspiele (Auswahl)
- 1977: Karel Čapek: R.U.R. – Aufstand der Roboter – Regie: Ferry Bauer(Hörspielbearbeitung, Science-Fiction-Hörspiel – ORF Oberösterreich)

## Auszeichnungen
- 2004: Kulturmedaille des Landes Oberösterreich
- 2008: Silbernes Verdienstzeichen des Landes Oberösterreich
- 2011: Kammerschauspielerin